# Деич
Деич (алб. Deiq) је насељено место у општини Клина, на Косову и Метохији. Према попису становништва из 2011. у насељу је живело 376 становника.

## Историја
Село у Метохији удаљено 1,5 км југозападно од градића Клина, заједно са суседним данашњим Новим Селом (Заимово) помиње се у повељи цара Душана датој 1348. манастиру Хиљандару. У турском попису 1485. године поменуто је под истим именом са 9 српских кућа. У поменику (Катастиху) манастира Девича од 1776. до 1780. помињу се више пута Срби приложници из села Деича и Заимова, У селу постоји месни албански назив: Ворат е Шкијеве – Српско гробље. 

## Становништво
Према попису из 2011. године, Деич има следећи етнички састав становништва:
| Националност | 2011.         |
| Албанци      | 376 (100,00%) |
| Укупно       | 376           |

| Демографија | Демографија | Демографија |
| Година      | Становника  | Становника  |
| ----------- | ----------- | ----------- |
| 1948.       | 177         |             |
| 1953.       | 196         |             |
| 1961.       | 241         |             |
| 1971.       | 327         |             |
| 1981.       | 414         |             |
| 1991.       | 485         |             |
| 2011.       | 376         |             |